# Городець (Брянський район)
Городець (рос. Городец) — присілок в Брянському районі Брянської області Російської Федерації.
Населення становить 253 особи. Входить до складу муніципального утворення Чернетовське сільське поселення.

## Історія
Від 2005 року входить до складу муніципального утворення Чернетовське сільське поселення.

## Населення
| 2010 | 2013 |
| ---- | ---- |
| 252  | ↗253 |